# Zenillia lepida
Zenillia lepida är en tvåvingeart som först beskrevs av Robineau-desvoidy 1830.  Zenillia lepida ingår i släktet Zenillia och familjen parasitflugor.
Artens utbredningsområde är Kuba. Inga underarter finns listade i Catalogue of Life.